# Mellingen (Alemanha)
Mellingen é um município da Alemanha, situado no distrito de Weimarer Land, no estado da Turíngia. Tem 14,41 km² de área, e sua população em 2019 foi estimada em 1.425 habitantes.